# Amaliegade (Silkeborg)
 For alternative betydninger, se Amaliegade (flertydig). (Se også artikler, som begynder med Amaliegade)
Amaliegade er en gade i Silkeborg, der går fra Bindslevs Plads til Drewsensvej. Bebyggelsen er en blanding af ældre og nyere etageejendomme og små huse. På hjørnet af Møllegade ligger missionshuset Hjørnestenen. Ved ejendommen Amaliegården er der en adgangsvej til Silkeborg Vandtårn.
Gaden er opkaldt efter Michael Drewsens hustru, Johanne Amalie, dagligt kaldet Malle. Hun var en fortrinlig værtinde for de mange gæster i villaen ved papirfabrikken. Hun er også mindet med Fruens bænk i skoven ovenfor Søndre Ringvej med udsigt over Kalgårdsvig. De jernholdige kilder ved Silkeborg Bad, Arnakkekilderne, kaldtes også en gang Amaliekilderne.
Folketællingen 1911 viser, at der dengang kun var ganske få huse i Amaliegade. I halvdelen af husene boede slagtere; det skyldes formentlig, at de på den måde boede tæt ved markedspladsen, den nuværende Bindslevs Plads, hvor de kunne sælge deres varer.
|  | Denne artikel om en bygning eller et bygningsværk kan blive bedre, hvis der indsættes et (bedre) billede. Du kan hjælpe ved at afsøge Wikimedia Commons for et passende billede eller lægge et op på Wikimedia Commons med en af de tilladte licenser og indsætte det i artiklen. |

56°9′55.06″N 9°32′57.52″Ø / 56.1652944°N 9.5493111°Ø